# Gare de Putney
La gare de Putney (en anglais : Putney railway station, est une gare ferroviaire de la Ligne Waterloo-Reading (en), en zones 2 et 3 Travelcard. Elle  est située sur la High Street  à Putney dans le borough londonien de Wandsworth sur le territoire du Grand Londres.

## Situation ferroviaire
Gare de la Ligne Waterloo-Reading (en), elle est située entre les gares : de Barnes, en direction des gares de Reading, ou de Hounslow via la Hounslow Loop Line (en), et de la gare de Wandsworth Town, en direction de la gare de Londres-Waterloo.